# Lijst van hoogste diplomaten van Indonesië in Suriname
Hier volgt een lijst van hoogste diplomaten van Indonesië in Suriname. Sinds de Surinaamse onafhankelijkheid van 25 november 1975 gaat het om ambassadeurs, daarvoor vooral om consuls.
Subagyo Wiryohadisubroto was in 1998 de eerste ambassadeur die Indonesië ook in Guyana vertegenwoordigde. Dominicus Supratikto kreeg er in 2018 ook de vertegenwoordiging bij de Caricom bij.
| nr. | foto | naam                                                   | begin                                                                                        | einde | gelijktijdig   | Aangesteld door          |
| --- | ---- | ------------------------------------------------------ | -------------------------------------------------------------------------------------------- | ----- | -------------- | ------------------------ |
|     |      | Soedarto Hadinoto commissaris                          | 1951                                                                                         | 1956  |                | Soekarno                 |
|     |      | Busono Darusman commissaris                            | 1956                                                                                         | 1958  |                | Soekarno                 |
|     |      | Utoyo Martonegoro consul-generaal                      | 1965                                                                                         | 1967  |                | Soekarno                 |
|     |      | Bambang Sanyoto Saptodewo consul-generaal              | 1967                                                                                         | 1971  |                | Soekarno                 |
|     |      | Sayid Basuki Sastrohartoyo consul-generaal             | 1971                                                                                         | 1975  |                | Soeharto                 |
|     |      | Muntoro consul-generaal                                | 1975                                                                                         | 1976  |                | Soeharto                 |
| 1   |      | Utoyo Sutoto ambassadeur                               | 1976                                                                                         | 1979  |                | Soeharto                 |
| 2   |      | Djoko Juwono ambassadeur                               | 1980                                                                                         | 1983  |                | Soeharto                 |
| 3   |      | RM Sidik Koesoemoatmodjo ambassadeur                   | 1984                                                                                         | 1987  |                | Soeharto                 |
| 4   |      | Soekadari Honggowongso (Soekadari Honggow) ambassadeur | 1987                                                                                         | 1991  |                | Soeharto                 |
| 5   |      | R. Soewandi Koesoemoadinoto ambassadeur                | 1991                                                                                         | 1995  |                | Soeharto                 |
| 6   |      | Suwardi Wusono ambassadeur                             | 1995                                                                                         | 1998  |                | Soeharto                 |
| 7   |      | Subagyo Wiryohadisubroto ambassadeur                   | 1998                                                                                         | 2002  | Guyana         |                          |
| 8   |      | Suparmin Sunjoyo ambassadeur                           | 30 september 2002                                                                            | 2006  | Guyana         | Megawati Soekarnoputri   |
| 9   |      | Suprijanto Muhadi ambassadeur                          | 18 oktober 2006                                                                              | 2008  | Guyana         | Susilo Bambang Yudhoyono |
| 10  |      | Nur Syahrir Rahardjo ambassadeur                       | 3 augustus 2010                                                                              | 2014  | Guyana         | Susilo Bambang Yudhoyono |
| 11  |      | Dominicus Supratikto ambassadeur                       | 15 oktober 2014 (benoemd) 28 maart 2015 (Suriname) 12 mei 2015 (Guyana) 3 mei 2018 (Caricom) | 2018  | Guyana         | Susilo Bambang Yudhoyono |
| 12  |      | Julang Pujianto ambassadeur                            | 7 maart 2019 (benoemd) 10 april 2019 (Suriname) 29 mei 2019 (Guyana) 31 mei 2019 (Caricom)   | 2025  | Guyana Caricom | Joko Widodo              |
| 13  |      | Agus Priyono ambassadeur                               | 24 maart 2025 (aangetreden) 26 juni 2019 (Suriname) (Guyana) (Caricom)                       |       | Guyana Caricom | Prabowo Subianto         |